# Копплин, Бьёрн
Бьёрн Копплин (нем. Björn Kopplin; 7 января 1989, Западный Берлин) — немецкий футболист, защитник.

## Карьера

### Клубная
Воспитанник школы берлинского клуба «Унион», в котором занимался до 2005 года. В 2005 году был приглашён в академию мюнхенской «Баварии», в которой занимался 2 года; в 2007 году был зачислен в состав фарм-клуба баварцев. Выступал в «Баварии II» до 2010 года, проведя 55 игр, однако также несколько раз вызывался на матчи Лиги чемпионов УЕФА сезонов 2008/09 и 2009/10. 13 июня 2010 подписал контракт с клубом Второй Бундеслиги «Бохум».

### В сборной
В составе юношеской сборной до 17 лет выступал на чемпионате Европы 2006, где сборная Германии стала только четвёртой. Через два года Копплин выиграл чемпионат Европы до 19 лет, что стало первым успехом для него на уровне немецкой сборной. В составе сборной Германии до 20 лет играл на молодёжном чемпионате мира 2009, забив два гола в ворота сборной Нигерии в матче 1/8 финала, которые стали победными для немецкой сборной. Однако в следующей игре с Бразилией в рамках 1/4 финала бундестим потерпела поражение в овертайме со счётом 1:2.